# Soutelo (Vila Verde)
Soutelo ist eine Gemeinde im Norden Portugals.

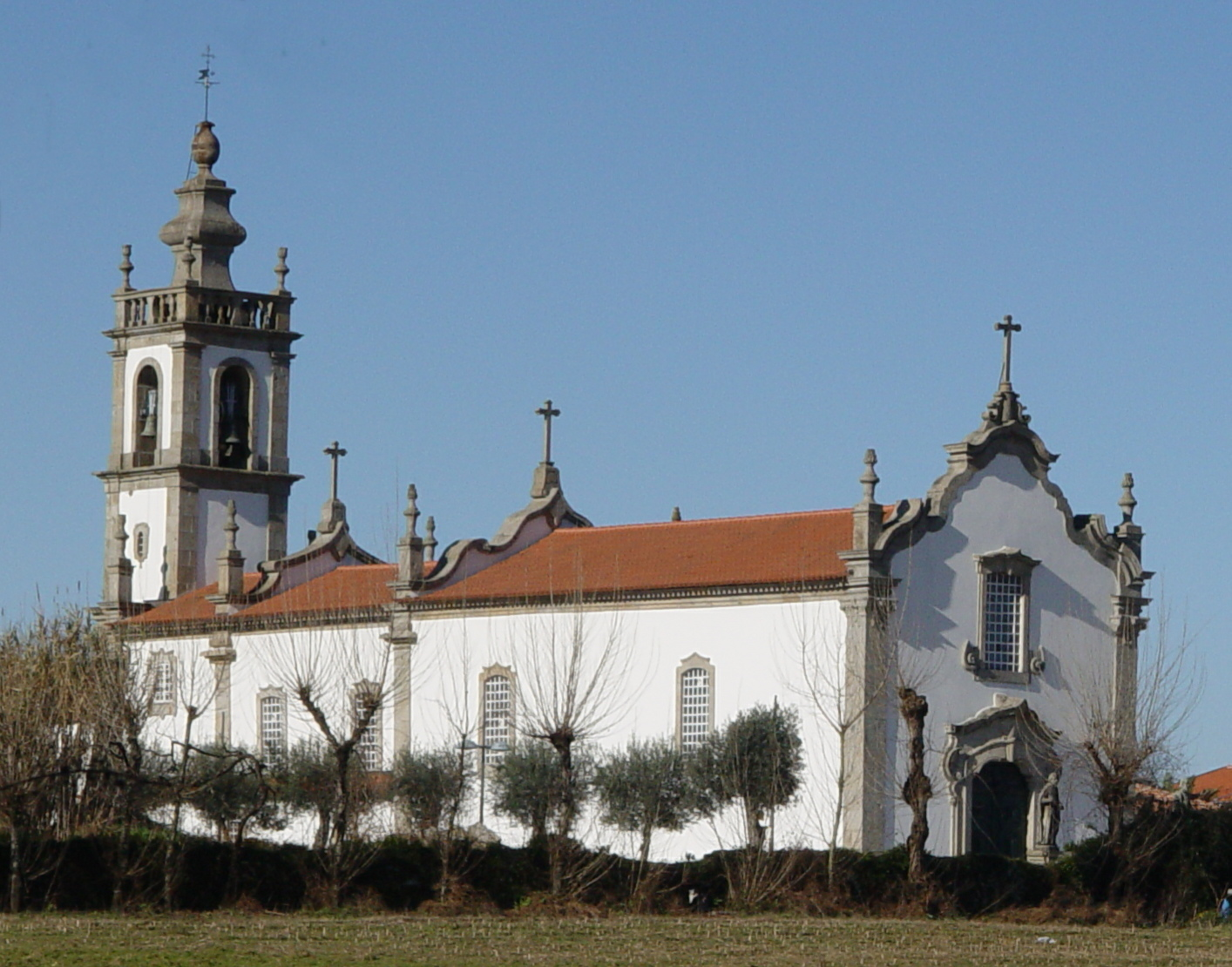
Kirche von Soutelo

Soutelo gehört zum Kreis Vila Verde im Distrikt Braga, besitzt eine Fläche von 4,2 km² und hat 2124 Einwohner (Stand 19. April 2021).

## Bauwerke
- Ponte do Bico, zwei Brücken über die Flüsse Homem und Cávado, kurz vor deren Zusammenfluss.